# Ponte dei Frati Neri
Il ponte dei Frati Neri, più correttamente ponte dei Domenicani (in inglese Blackfriars Bridge), è un ponte di Londra sul Tamigi, stradale e pedonale, sito fra Waterloo Bridge e Blackfriars Railway Bridge. Dal lato nord è vicino alle Inns of Court e alla stazione di Londra Blackfriars. Il lato sud è nei pressi della Tate Modern art gallery e della Oxo Tower. 

## Storia e descrizione
Il primo ponte fisso edificato in questo luogo nel 1769 fu un ponte in pietra a pedaggio lungo 300 metri progettato da Robert Mylne e formato da nove eleganti arcate ellittiche. Fu il terzo ponte costruito a Londra dopo il vecchio London Bridge, costruito diversi secoli prima, e il ponte di Westminster. Esso venne chiamato "William Pitt Bridge" (dal primo ministro William Pitt), ma venne presto ribattezzato Blackfriars Bridge a causa del vicino monastero dei frati domenicani (che sono comunemente conosciuti in Inghilterra con il nome di black friars, per via della cappa nera che sovrasta il loro abito).
Il ponte attuale venne completato nel 1869 ed è lungo 277 metri. Esso è costituito da cinque archi in ferro. A seguito del volume di traffico che deve smaltire, esso è stato allargato, dal 1907 al 1910, portandolo dai 21 metri primitivi alla larghezza di 31,50 metri.
Il ponte diede il nome alla Blackfriars Bridge railway station, che venne aperta nel 1864 e chiusa nel 1885 dopo l'apertura dell'attuale stazione di Londra Blackfriars. La Blackfriars Bridge railway station continuò a essere utilizzata per il traffico merci fino al 1964, quando venne demolita e al suo posto vennero costruiti degli uffici. 

## Nei media
Il ponte finì nelle cronache internazionali nel 1982, quando venne rinvenuto impiccato sotto uno dei suoi archi il corpo del banchiere italiano Roberto Calvi (in un primo momento si ritenne un suicidio, ma in seguito venne appurato come omicidio).